# 小原紅早生
小原紅早生（おばらべにわせ）は、香川県で栽培されているみかんの品種。「香川小原紅早生みかん」として地理的表示(GI)登録されている。
香川県坂出市では金時みかん（きんときみかん）とも呼ばれている。

## 概要
小原紅早生は香川県のオリジナルみかん品種である。
日本国内で栽培されているするみかんは約100品種あるが、その中でも果皮の色が最も紅いと言われている品種であり、「日本一赤いみかん」とも呼ばれる。果皮だけでなく、果肉の色も濃い。一般的なみかんの糖度は平均11〜12度であるが、小原紅早生の糖度は13度であり、濃厚な甘みを持つ。果皮は薄くて柔らかく、手で皮をむくことは容易である。皮の中の房は果汁を豊富に含む、弾力があって、濃厚な甘みと柔らかい酸味のバランスが良い。
小原紅早生の甘味は品種による特性ではなく、生産者の努力によってもたらされている（下記#生産節を参照）。

## 特性
一般的に突然変異（枝変わり）で生まれた品種は、親品種よりも劣ったものになることが多いが、小原紅早生は親品種の宮川早生より高い商品価値を出している。

### 果樹の特性
本節の出典。
宮川早生と比べると、樹勢はわずかに強いが、ウンシュウミカンとしては中庸である。樹姿は宮川早生に類似しており、開帳性で枝梢の発生角度は早生温州としてはやや直立性を示す。葉の形や大きさも宮川早生と同等であるが、葉柄は宮川早生より長く、やや立ち葉ぎみである。
結実性は良好であり、毎年、有葉花を多く咲かせる。
隔年結果性は宮川早生と同等か、わずかに落ちる。
発芽と開花時期は宮川早生と同等。

### 果実の特性
本節の出典。
果実の大きさは宮川早生と同等の中程度で玉揃いも良好である。果形も宮川早生と同様に腰の扁球敬形。
果皮の着色は（ハウス栽培ではない）露地栽培の場合、香川県では10月上旬に始まり、11月上旬には完全着色する。果皮の色は宮川早生と比べて明らかに色の濃い紅橙色をしている。
果面は宮川早生と同等で、山下紅早生より滑らかになっており、油胞の密度は山下紅早生より高い。
果皮の厚さ、じょうのう膜の厚さは宮川早生と同等。
果肉の色は濃橙色で、宮川早生や山下紅早生よりも濃い色をしている。
果実の締まりは良好であり、宮川早生よりも浮皮の発生が少ない。
果実の成熟期は宮川早生よりも5日ほど遅く、香川県の路地栽培では11月上旬ごろとなる。
果実の内容品質としては糖度やクエン酸含有量は宮川早生と同等。

### 栽培特性
本節の出典。
隔年結果性が低く、豊産性は高いので栽培自体は容易であるが、若木時や結果量が少ないと大果になって果実の糖度が低くなりやすいので、着果量の維持管理が必要である。
整枝、剪定は宮川早生に準じる。
日照条件が悪かったり、密生して樹冠内部までの日照が悪いと、果実の紅色が淡くなりやすい。
摘果も宮川早生に準じるが、日照が低くなり色が淡くなりやすい樹冠下部を重点的に行う。完全着色期以降に陽光面が退色することもあるが、収穫後に10日間ほど貯蔵することで紅色が回復する。

## 生産
2020年時点では、主に高松市、坂出市、観音寺市、三豊市で栽培されており、総栽培面積は約90ヘクタール、生産量は年間650トンほど。なかでも小原紅早生の発祥の地でもある坂出市が最多出荷量となっている。
JA香川県を通じて、香川県内および京浜・京阪神市場を中心に出荷されている。また、東南アジアへの輸出も行われている。
ハウス栽培を行ったものは7月から8月頃に出荷され、露地栽培品は11月から12月頃、樹上完熟栽培品が1月から2月頃に出荷されている。
栽培時に透湿性シートで地面を覆い雨水の吸収を抑える、土が乾燥しすぎないようシートの下に配管を通らせるといった作業によって小原紅早生の樹に与える水分量を調整して、果実の糖度を高めている。

## ブランド
糖度12.5以上の最上級品を「さぬき紅」、糖度11.5以上の品を「金時紅」のブランド名で出荷している。
糖度を上げるために1つ1つの実に袋を被せて、越冬させて作る「越冬さぬき紅」もある。
お歳暮、お中元用、贈答品として百貨店などで販売されており、一般的なミカンより3割増の価格設定となっている。2018年のハウス栽培ものの初競りでは、最高級の「さぬき紅」に1箱（2.5キログラム）100万円の値がついた。

## 歴史
1973年（昭和48年）、香川県坂出市のみかん農家・小原幸晴のみかん園で栽培していた宮川早生というみかん品種の中で、果皮が濃い紅色をしたみかんが発見された。枝変わりという突然変異で生まれた紅いみかんは「小原紅早生」と命名されて、地元の農家が協力して1つの果実から接ぎ木によって増やしていった。香川県農業試験場府中果樹研究所などで調査、栽培実験を行い、1993年（平成5年）10月に品種登録された。
2017年12月、「香川小原紅早生みかん」として地理的表示(GI)に登録される。香川県からは初めてのGI登録である。